# Abyssal
Abyssal — мини-альбом японской скримо группы Envy, выпущен 7 ноября 2007. Записан и смикширован весной 2007-го на Bazooka Higashinakano. Мастеринг был проведён на Parasight Mastering. Диск содержит буклет с текстами песен на японском и английском языках.

## Список композиций
| №  | Название                            | Длительность |
| -- | ----------------------------------- | ------------ |
| 1. | «A Road of Winds the Water Builds»  | 10:02        |
| 2. | «All That’s Left Has Gone to Sleep» | 4:00         |
| 3. | «Thousand Scars»                    | 6:34         |
| 4. | «Fading Vision»                     | 4:44         |

## Участники записи
- Dairoku Seki — ударная установка
- Tetsuya Fukagawa — секвенсор, вокал
- Nobukata Kawai — гитара
- Masahiro Tobita — гитара
- Manabu Nakagawa — бас-гитара
- Takashi Kitaguchi — запись, микширование
- Teruhiro Takenouchi — перевод на английский
- Susan — фотографии, дизайн альбома